# Gustav von Rex
Gustav Ernst Otto von Rex (* 30. Mai 1845 in Rothvorwerk; † 4. Oktober 1931) war ein preußischer Generalleutnant.

## Leben

### Herkunft
Gustav war das älteste Kind des Herrn auf Rothvorwerk und Klitzschen Ernst von Rex (1820–1889) und dessen Ehefrau Wilhelmine, geborene Brückner (1820–1886). Seine Schwester Kamilla (* 1847) war mit dem preußischen Generalmajor Wilhelm von Stumpf (1831–1898) verheiratet.

### Militärkarriere
Rex besuchte das Gymnasium in Frankfurt (Oder) und trat am 28. April 1864 als Offizieraspirant in das 1. Posensche Infanterie-Regiment Nr. 18 der Preußischen Armee ein. Er nahm am folgenden Krieg gegen Dänemark teil und avancierte bis Mitte November 1865 zum Sekondeleutnant. Als solcher machte er 1866 während des Krieges gegen Österreich die Schlachten bei Gitschin und Königgrätz mit. Ab Ende März 1870 diente Rex als Adjutant des I. Bataillons und wirkte in dieser Funktion im Krieg gegen Frankreich bei den Kämpfen vor Pfalzburg, bei Mèzieres, Choisy-le-Roi sowie Thiais.
Ausgezeichnet mit dem Eisernen Kreuz II. Kasse war er nach dem Friedensschluss vom 14. Juni bis zum 1. November 1871 als Adjutant der stellvertretenden 21. Infanterie-Brigade in Breslau kommandiert. Einen Monat später wurde Rex zum Adjutanten des Füsilier-Bataillons ernannt und in dieser Eigenschaft Mitte Juli 1873 zum Premierleutnant befördert. Im Herbst desselben Jahres nahm er an der taktischen Übungsreise des VI. Armee-Korps teil. Am 18. September 1875 folgte seine Kommandierung als Adjutant der 38. Infanterie-Brigade in Hannover. Während dieses Kommandos wurde er Mitte März 1876 in das 3. Oberschlesische Infanterie-Regiment Nr. 62 und Ende Juli 1877 in das 3. Magdeburgische Infanterie-Regiment Nr. 66 versetzt. Er stieg am 22. September 1877 zum überzähligen Hauptmann auf und trat mit der Ernennung zum Kompaniechef kurz darauf Mitte Oktober in den Truppendienst zurück. Vom 4. Dezember 1886 bis zum 14. Februar 1888 war Rex nach Münster als Adjutant beim Generalkommando des VII. Armee-Korps kommandiert, rückte zum überzähligen Major auf und war anschließend Kommandeur des IV. Bataillons im Hessischen Füsilier-Regiment Nr. 80 in Hanau. Sein Bataillon wurde am 24. März 1890 mit Wirkung zum 1. April 1890 zur Bildung des Infanterie-Regiments Nr. 143 herangezogen und Rex versah bis zum 28. März 1892 Dienst in diesem neuen Verband. Daran schloss sich mit der Beförderung zum Oberstleutnant eine Verwendung in Wesel als etatmäßiger Stabsoffizier im Infanterie-Regiment „Vogel von Falckenstein“ (7. Westfälisches) Nr. 56 an.
Unter Stellung à la suite beauftragte man Rex am 30. August 1894 zunächst mit der Führung des 6. Thüringischen Infanterie-Regiments und ernannte ihn mit der Beförderung zum Oberst am 12. September 1894 zum Kommandeur. Während seiner Dienstzeit wurde er mit dem Kronen-Orden II. Klasse ausgezeichnet und erhielt die Erlaubnis zur Annahme des Kommandeurkreuzes des Ordens der Heiligen Mauritius und Lazarus sowie des Komturkreuzes I. Klasse des Herzoglich Sachsen-Ernestinischen Hausordens. Daran schloss sich ab dem 15. Juni 1898 eine Verwendung als Generalmajor und Kommandeur der 73. Infanterie-Brigade in Rastenburg an. Anlässlich des Ordensfestes zeichnete Wilhelm II. ihn im Januar 1900 mit dem Roten Adlerorden II. Klasse mit Eichenlaub aus. In Genehmigung seines Abschiedsgesuches wurde Rex am 16. April 1901 unter Verleihung des Charakters als Generalleutnant mit Pension zur Disposition gestellt.

### Familie
Rex hatte sich am 6. Mai 1876 in Noßwitz mit Klara von Grün (* 1852) verheiratet. Aus der Ehe gingen die beiden Töchter Marie (* 1878) und Helene (* 1881) sowie der Sohn Gustav Adolf (* 1887) hervor.